# 松平守親
松平 守親（まつだいら もりちか、長禄3年（1459年） - 大永6年5月27日（1526年7月6日））は、室町時代の武将。竹谷松平家の2代目当主。通称左京亮。

## 略歴
松平守家の嫡男として三河国宝飯郡竹谷に生まれる。父に継いで竹谷城（愛知県蒲郡市）の2代目城主。大永6年（1526年）5月27日に死去、享年68。法名全孝。
墓所は天桂院（愛知県蒲郡市） 。子に松平親善がいる。